# Guzal Sitdikova
Guzal Ramazanovna Sitdikowa (em basquir:  Гүзәл Рамаҙан ҡыҙы Ситдиҡова, em russo:  Гузаль Рамазановна Ситдыкова) (Inzer, 10 de junho de 1952 é uma escritora, poeta e tradutora russa. Ela recebeu o diploma de honra da República do Bascortostão em 2002 e a medalha de prata do Festival Literário da Eurásia em 2017. Ela é membro da Comissão de Redação Basquir e da Comissão de Redação da Federação Russa. Foi líder das mulheres basquir da República do Bascortostão de 2004 a 2011. Desde 2012, ela participa do movimento voluntário internacional Wikimedia. 

## Biografia
Sitdikowa Guzal Ramazanovna na vila de Inzer, distrito de Beloretsky da Basquiria. Em 1967, depois de se formar em uma escola de oito anos, ele ingressou na Escola Pedagógica de Beloretsk. Desde 1971, trabalha como professora no internato número 1, depois em várias instituições de ensino da cidade de Beloretsk.
De 1989 a 1995, foi editora-chefe do jornal regional Ural do distrito de Beloretsky. Em seguida, foi eleita Vice Popular do Conselho Supremo da República Socialista Soviética Autônoma Baskir da XII convocação (1991-1995). 
Em 2004-2011, foi eleita presidente da Sociedade de Mulheres basquir da República do Bascortostão. Ele participou dos trabalhos do Comitê Executivo do The World Qoroltai of the Bashkirs.
Participa do movimento Wikimedia como um dos editores voluntários, criando e editando regularmente artigos da Wikipedia Basquir, bem como páginas dos projetos basquir Wikimedia: Wikisource e Wiktionary.
Guzel Sitdykowa gosta de poesia e traduções de idiomas estrangeiros para o idioma basquir. Suas obras foram traduzidas para o russo.